# Gourmya argutum
Gourmya (Gladiocerithium) argutum là một loài ốc biển, là động vật thân mềm chân bụng sống ở biển thuộc họ Cerithiidae.
There is 1 variety: Gourmya (Gladiocerithium) argutum var. argutum (Monterosato, 1911)
The subspecies Gourmya (Gladiocerithium) argutum barashi Nordsieck, 1974 là một đồng nghĩa của Cerithium scabridum Philippi, 1848